# عدو عدوي صديقي

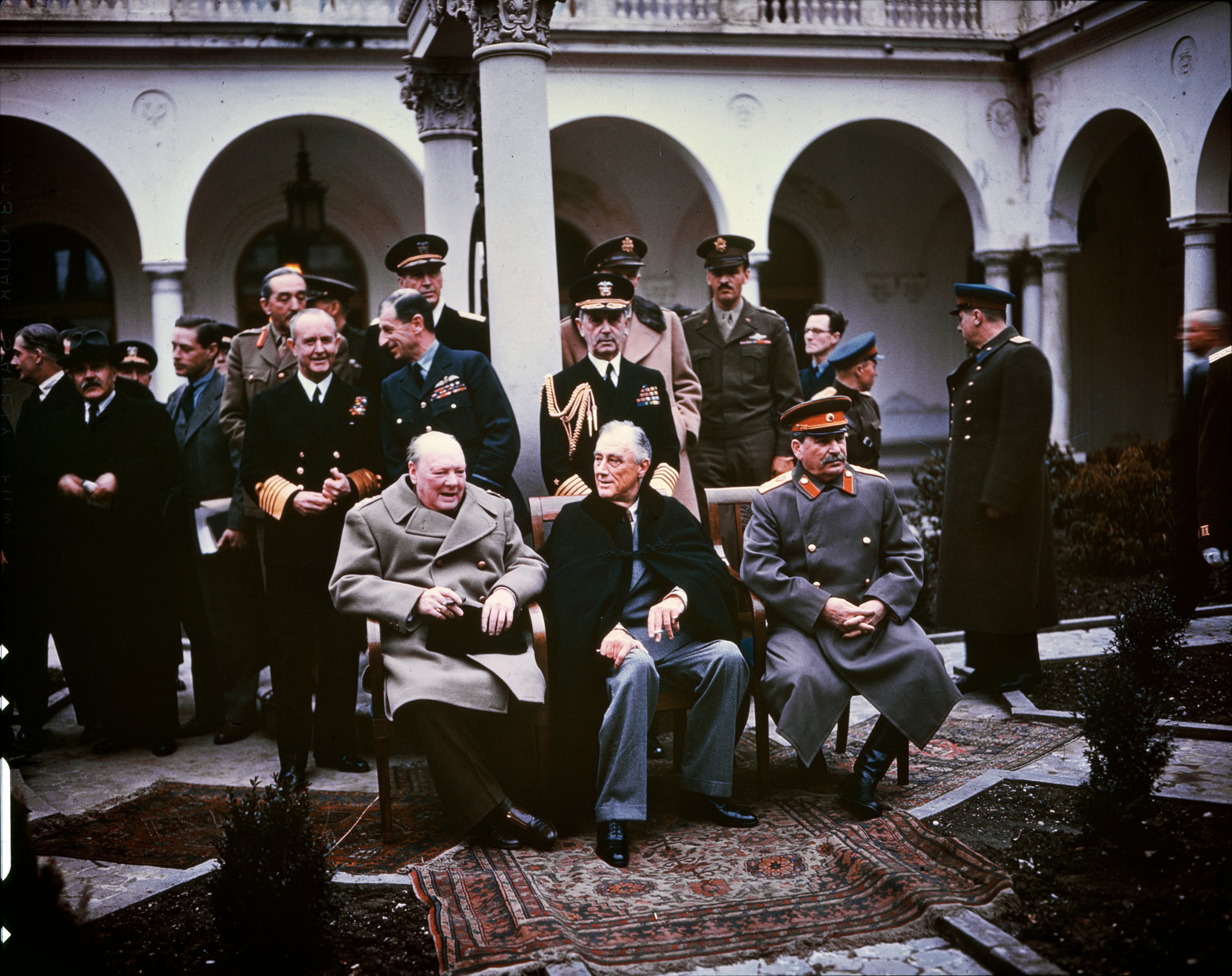

عدو عدوي صديقي هو مبدأ في العلاقات الخارجية للأفراد والجماعات، يستخدم لمواجهة عدو مشترك عبر وسيط وبطريقة باردة بطيئة (أي ليست كحرب ساخنة مباشرة). وهو مثل عربي بدوي معناه أن طرفين لهما العدو نفسه، يعتبران أو يتصرفان وكأنهما صديقان. وهذا المعنى في التحالف خلال الصراع عبر عنه المثل العربي «أنا وأخي على ابن عمي وأنا وابن عمي على الغريب».